# Polyus
Polyus - (em russo: Полюс, em português Pólo) - foi o protótipo de uma plataforma de armas espaciais da União Soviética. Era uma nave (ou estação espacial) capaz de defender-se de armas antissatélite com um canhão laser. Era também conhecido como: Polus, Skif-DM ou 17F19DM.

## História
Esta arma foi a principal resposta soviética ao programa americano de armas espaciais "Guerra nas Estrelas" do governo de Ronald Reagan, falhou em ser posta em órbita, mas pode ter sido uma resposta decisiva a guerra fria.
Um artigo do chefe do grupo de projeto das Salyut, Yuri Kornilov, descreve a estação: contava com minas nucleares, um canhão laser, camuflagem stealth para evitar sua detecção e era pintado de negro. A estação media 37 metros de comprimento por 4.1 metros de diâmetro e pesava cerca de 80 toneladas. Deveria orbitar a 280 Km com inclinação de 64º.

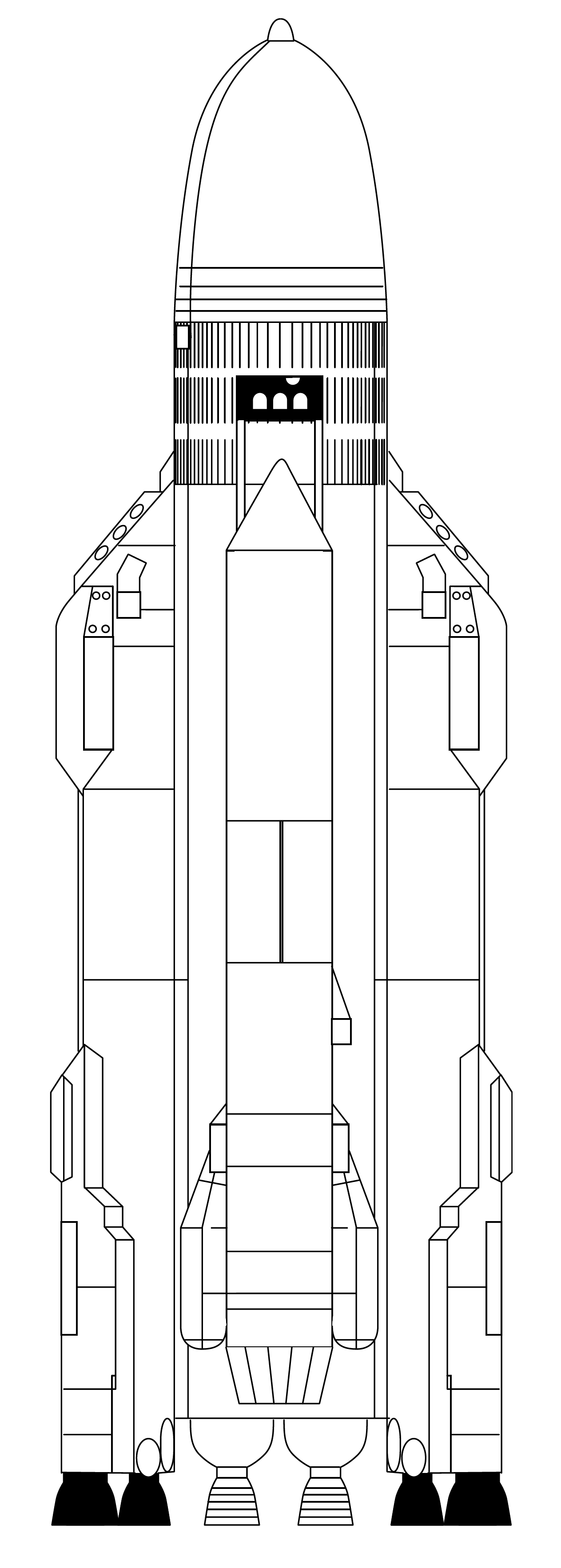
Polyus acoplado ao foguete Energia.

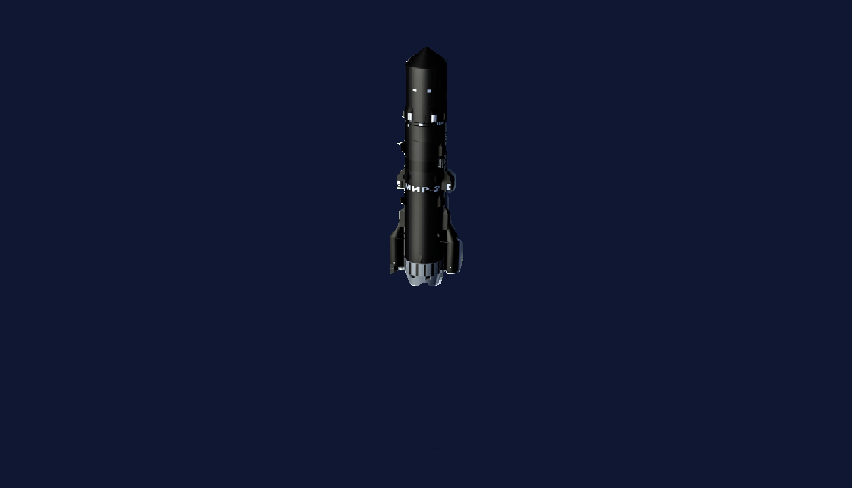
O foguete Polyus sozinho

O protótipo foi lançado em 15 de Maio de 1987, pelo foguete Energia e foi o primeiro lançamento deste foguete com carga lateral.
Oficialmente a nave sofreu de um erro e caiu. Ao desconectar-se do Energia, o Polyus fez um giro em 360º em vez de 180º, e ao acionar seus motores falhou e caiu no Oceano Pacífico. Entretanto, analistas defendem que a nave foi lançada no mar pela parcela da alta cúpula soviética que era partidária do fim da Guerra Fria, que defendia o fim da corrida armamentista e o distensionamento com os Estados Unidos. Em 1988 foram assinados uma série de acordos que colocaram fim à Guerra Fria. 
Partes deste projeto foram reutilizadas em alguns módulos da estação MIR, assim como o módulo Zarya da Estação Espacial Internacional.
Segundo declarações de Yuri Kornilov, quando o então dirigente soviético, Mikhail Gorbachev chegou ao cosmódromo de Baikonur para assistir ao lançamento do Polyus, preocupou-se com a reação do ocidente com a iniciativa soviética de militarizar o espaço e proibiu o teste em órbita das capacidades da estação.
No ocidente, pensava-se que o Polyus era uma espécie de estação militar, baseado no conceito de um avião espacial para bombardeio furtivo, grande, pesado, em forma cilíndrica sem asas e superfícies de controle, que são desnecessárias em órbitas altas; no extremo inferior teria uma lente, similar ao do telescópio espacial Hubble, com um canhão laser, com dois pequenos módulos laterais em forma de foguetes auxiliares, que teriam vários sistemas de rastreio passivo, sensores de calor, miras laser e ótica, para detectar os ICBM's (mísseis balísticos intercontinentais) inimigos, lançados da Terra e seguir a trajetória das ogivas nucleares em órbita baixa; logo, estabelecer a direção, trajetória e posição do inimigo, e disparar uma arma laser do espaço.
Quando o canhão laser era ativado, pequenos motores no lado oposto eram ativados, para deter o recuo da nave mantendo-a em posição, de forma a continuar disparando contra os alvos inimigos de forma sucessiva e poderia atacar, desde detrás do sistema SDI contra os satélites militares e de comunicação inimigos, estando posicionado no espaço a uma órbita mais alta, para combater outros satélites militares, sistemas de defesa, mísseis ICBM, veículos de transporte de múltiplas ogivas nucleares, naves inimigas, aviões espaciais em órbita mais baixa e atacar cidades, bases militares e esquadras navais do espaço. Sugeriu-se que o Polyus era o novo sistema de defesa a que Mikhail Gorbachev referiu-se, quando disse que a URSS responderia ao programa "Guerra nas Estrelas" com uma "assimetria" moderna.

## Armamento

### Defensivo
- Radar e sistema de localização por vídeo para guiar as armas antissatélite.
- Gerador de nuvens de bário, para confundir as armas ASAT.
- Pintura negra para camuflagem, provável capacidade stealth.
- Possível comunicação com link laser, permitindo silêncio total do rádio.

### Ofensivo
- Minas nucleares.
- Canhão laser.

## Na cultura popular
O filme Cowboys do Espaço de 2000, mostra uma plataforma espacial defeituosa com armas nucleares semelhante ao Polyus.